# برنامج الكيمياء المتقدمة
الكيمياء المتقدمة (AP Chemistry or AP Chem) هو مقرر تعليمي يعقبه اختبار يقدمه مجلس الكلية ضمن برنامج التعيين المتقدم لمنح طلاب المدارس الثانوية الأمريكية والكندية فرصة إظهار قدراتهم الكامنة والحصول على اعتماد جامعي.

## البرنامج
يهدف برنامج الكيمياء المتقدمة إلى الارتقاء والنهوض بالطلاب المتحفزين والمهتمين بالعلوم الكيميائية والعلوم الفيزيائية بجانب أي من فروع العلوم الحيوية. وهذا البرنامج يؤهل الطلاب لدخول اختبار الكيمياء المتقدمة في نهاية العام الدراسي. ومن ضمن موضوعات الكيمياء المتقدمة دراسة النظرية الذرية والرابطة الكيميائية وأطوار المواد ومحاليل وأنواع التفاعلات والتوازن الكيميائي والحركية الكيميائية والكيمياء الكهربية والديناميكا الحركية.

## المتطلبات الأساسية
يوصي مجلس الكلية بالنجاح في مادة الكيمياء والجبر 2 في المرحلة الثانوية; إلا أن هذا ليس شرطًا ثابتًا في كل المدارس. وعادة ما يتطلب برنامج الكيمياء المتقدمة إلمامًا بمادة الجبر 2، علمًا بأن بعض المدارس تسمح للطلاب بدراسة هذه المادة بالتزامن مع الدراسة في هذا الصف. ويمكن أيضًا التنازل عن شرط الحصول على مستويات عادية أو ممتازة في كيمياء المرحلة الثانوية، ولكن يطلب من المتقدم عادة إتمام مهام أو امتحانات خاصة.

### الموضوعات المشمولة
يشتمل الامتحان على الموضوعات العامة في الكيمياء ومنها:
- التفاعلات
  - التوازن الكيميائي
  - الحركية الكيميائية
  - قياس اتحادية العنصر
  - الديناميكا الحركية
  - الكيمياء الكهربية
- حالات المادة
  - الغازات
  - السوائل
  - المواد الصلبة
  - المحاليل
- بنية المادة
  - النظرية الذرية بما في ذلك إثبات النظرية الذرية
  - الرابطة الكيميائية القوى بين الجزيئية (IMF)
  - الكيمياء النووية

## الامتحان
يقسم الامتحان السنوي للكيمياء المتقدمة الذي يُعقد في شهر مايو عادة إلى قسمين أساسيين (أسئلة الاختيار من متعدد والأسئلة المقالية المفتوحة). ويتكون القسمان من 75 سؤالاً اختيارًا من متعدد و6 أسئلة مقالية مفتوحة تتطلب إنشاء معادلات كيميائية وابتكار حلول للمسائل ومقالات تحمل أفكارًا للإجابة على مسائل فرضية.
- القسم الأول، جزء الاختيار من متعدد، غير مسموح فيه باستخدام الآلة الحاسبة أو الاستعانة بأي مرجع إضافي باستثناء الجدول الدوري. تخصص 90 دقيقة لإنهاء القسم الأول الذي يغطي جميع أجزاء المنهج.
- القسم الثاني، قسم الإجابات المفتوحة، مقسم إلى جزأين: الجزء أ الذي يتطلب حل ثلاث مسائل والجزء ب الذي يتضمن ثلاث مسائل أخرى. يستمر الجزء أ لمدة 55 دقيقة ويُسمح فيه باستخدام الآلة الحاسبة، في حين يستمر الجزء ب لمدة 40 دقيقة ولا يسمح فيه بذلك. وتدور المسألة الأولى في الجزء أ حول موضوعات مثل التوازن المرتبط بالذوبان أو الأحماض أو القواعد أو الضغط/التركيز. والسؤال الأول من الجزء ب هو معادلة كيميائية بها ثلاث حالات حيث ينبغي على الطالب عمل الحالات الثلاثة مع ابتكار معادلة كيميائية متوازنة الأيونات لكل حالة وإجابة بعض الأسئلة المتعلقة بالمعادلات والحالات. ويسمح للطلاب بتعديل إجاباتهم في الجزء أ في أثناء الوقت المخصص للجزء ب إن اتسع الوقت لذلك، ولكن دون استخدام الآلة الحاسبة. ويجب على الطالب الإجابة على جميع الأسئلة الستة.

ويُحظر استخدام الآلة الحاسبة في أثناء القسم الأول والجزء ب من القسم الثاني، في حين يُسمح باستخدام الجدول الدوري وقائمة مختارة تبين الجهد الاختزالي العياري وصفحتين من المعادلات والإرشادات المحاسبية أثناء القسم الثاني كله.

## توزيع الدرجات
كان توزيع الدرجات لأعوام 2007، 2008، 2009، 2010، ،2011 كالتالي:
| النتيجة    | 2007   | 2008    | 2009    | 2010    | 2011    |
| ---------- | ------ | ------- | ------- | ------- | ------- |
| 5          | 15.3%  | 18.4%   | 18.0%   | 17.1%   | 17.0%   |
| 4          | 18.0%  | 17.5%   | 17.9%   | 18.5%   | 18.4%   |
| 3          | 23.0%  | 20.0%   | 20.2%   | 19.3%   | 19.5%   |
| 2          | 18.5%  | 14.3%   | 14.2%   | 12.7%   | 14.6%   |
| 1          | 25.3%  | 29.9%   | 29.8%   | 32.3%   | 30.4%   |
| المتوسط    | 2.79   | 2.80    | 2.80    | 2.76    | 2.77    |
| عدد الطلاب | 97,136 | 100,586 | 104,789 | 115,077 | 122,651 |

## وصلات خارجية
- AP Chemistry at CollegeBoard.com
- Test format change in 2007
- AP Chemistry Exam Overview